# Rally Villa de Llanes de 2015
El Rally Villa de Llanes de 2015 fue la 39.ª edición y la octava ronda de la temporada 2015 del Campeonato de España de Rally. Se disputó entre el 26 de octubre y el 27 de octubre y contó con un itinerario de diez tramos sobre asfalto que sumaban un total de 170,16 km cronometrados.
Con esta victoria Sergio Vallejo logró el récord de piloto de más edad en ganar una prueba del campeonato de España: 48 años, 8 meses y 19 días.

## Itinerario
| Día   | Tramo | Nombre             | Distancia | Hora  | Ganador               | Tiempo    | Líder                 |
| Día 1 |       |                    |           |       |                       |           |                       |
| ----- | ----- | ------------------ | --------- | ----- | --------------------- | --------- | --------------------- |
| Día 1 | TC1   | Nueva - Labra      | 19.90 km  | 08:30 | Iván Ares             | 13:20.0   | Iván Ares             |
| Día 1 | TC2   | Arriondas - Carmen | 22.20 km  | 09:18 | Jonathan Pérez Suárez | 13:38.0   | Miguel Ángel Fuster   |
| Día 1 | TC3   | Nueva - Labra      | 19.90 km  | 11:33 | Sergio Vallejo        | 13:09.5   | Jonathan Pérez Suárez |
| Día 1 | TC4   | Arriondas - Carmen | 22.20 km  | 12:21 | Jonathan Pérez Suárez | 13:28.6   | Jonathan Pérez Suárez |
| Día 1 | TC5   | La Tornería        | 11.37 km  | 15:44 | Cancelado             | Cancelado | Jonathan Pérez Suárez |
| Día 1 | TC6   | Gamonéu            | 10.68 km  | 16:22 | Iván Ares             | 6:21.2    | Jonathan Pérez Suárez |
| Día 1 | TC7   | Ríu Cabra          | 20.93 km  | 17:30 | Iván Ares             | 11:59.0   | Jonathan Pérez Suárez |
| Día 1 | TC8   | La Tornería        | 11.37 km  | 19:03 | Miguel Ángel Fuster   | 6:52.9    | Jonathan Pérez Suárez |
| Día 1 | TC9   | Gamonéu            | 10.68 km  | 19:41 | Sergio Vallejo        | 6:19.0    | Jonathan Pérez Suárez |
| Día 1 | TC10  | Ríu Cabra          | 20.93 km  | 20:49 | Sergio Vallejo        | 12:06.5   | Sergio Vallejo        |

## Clasificación final
| Pos. | Piloto                | Copiloto                   | Automóvil               | Tiempo    | Diferencia |
| ---- | --------------------- | -------------------------- | ----------------------- | --------- | ---------- |
| 1.   | Sergio Vallejo        | Diego Vallejo              | Porsche 997 GT3 RS 3.8  | 1:37:36.3 | 0.0        |
| 2.   | Jonathan Pérez Suárez | René Rúa                   | Ford Fiesta R5          | 1:37:44.4 | +8.1       |
| 3.   | Miguel Ángel Fuster   | Igacio Aviño               | Porsche 997 GT3 RS 3.8  | 1:38:02.8 | +26.5      |
| 4.   | Iván Ares             | Álvaro Bañobre             | Porsche 997 GT3 RS 3.8  | 1:38:03.4 | +27.1      |
| 5.   | Gorka Antxustegui     | Alberto Iglesias           | Suzuki Swift S1600      | 1:42:56.2 | +5:19.9    |
| 6.   | Daniel Peña           | Raúl Celis                 | Citroën DS3 R3T         | 1:43:37.3 | +6:01.0    |
| 7.   | Surhayen Pernía       | Juan Luis García           | Mitsubishi Lancer Evo X | 1:43:48.4 | +6:12.1    |
| 8.   | Daniel Marbán         | Víctor M. Ferrero          | Porsche 997 GT3 RS 3.8  | 1:44:16.0 | +6:39.7    |
| 9.   | Iago Caamaño          | Alberto Rodríguez González | Porsche 997 GT3 RS 3.6  | 1:44:38.6 | +7:02.3    |
| 10.  | Fran Cima             | Alejandro López Fernández  | Renault Clio RS R3T     | 1:45:17.6 | +7:41.3    |